# Newcastles stift
Newcastles stift (engelska: Diocese of Newcastle) är ett stift i Yorks kyrkoprovins inom Engelska kyrkan, som omfattar Northumberland, norra delarna av Tyne and Wear samt Alston Moor i Cumbria. Stiftet är Engelska kyrkans nordligaste och beskrivs som "mellan floderna Tyne och Tweed.
Stiftet styrs av biskopen av Newcastle, Christine Hardman. Biskopssäte är Sankt Nicholaskatedralen i Newcastle upon Tyne.

## Historik
Stiftet upprättades den 23 maj 1882 och var ett av fyra stift som upprättades för industriområde med kraftigt växande befolkning. Innan dess hade församlingarna tillhört Durhams stift. Stiftets första biskop, Ernest Wilberforce, konsekrerades den 25 juli samma år, och blev då den yngsta biskopen i Engelska kyrkan.

## Biskopslängd
| Biskopslängd för Newcastles stift | Biskopslängd för Newcastles stift | Biskopslängd för Newcastles stift | Biskopslängd för Newcastles stift | Biskopslängd för Newcastles stift | Biskopslängd för Newcastles stift |
| Nr                                | Från                              | Till                              | Biskop                            | Kommentar | Noter                             |
| --------------------------------- | --------------------------------- | --------------------------------- | --------------------------------- | --- | --------------------------------- |
| 1                                 | 1882                              | 1896                              | Ernest Wilberforce                | Överfördes till Chichester stift. |                                   |
| 2                                 | 1896                              | 1903                              | Edgar Jacob                       | Överfördes till Saint Albans stift. |                                   |
| 3                                 | 1903                              | 1907                              | Arthur Lloyd                      | Överfördes från Norwich stift där han tjänstgjorde som suffraganbiskop av Thetford.                                                                             |                                   |
| 4                                 | 1907                              | 1915                              | Norman Straton                    | Överfördes från Sodor och Mans stift. |                                   |
| 5                                 | 1915                              | 1927                              | Herbert Wild                      | |                                   |
| 6                                 | 1927                              | 1941                              | Harold Bilbrough                  | Överfördes från Canterbury stift där han tjänstgjorde som suffraganbiskop av Dover.                                                                             |                                   |
| 7                                 | 1941                              | 1957                              | Noel Hudson                       | Tidigare biskop av Labuan och Sarawak i Church of the Province of South East Asia; därefter assisterande biskop i Saint Albans stift. Överföres till Ely stift. |                                   |
| 8                                 | 1957                              | 1972                              | Hugh Ashdown                      | |                                   |
| 9                                 | 1973                              | 1980                              | Ronald Bowlby                     | Överfördes till Southwarks stift. |                                   |
| 10                                | 1981                              | 1997                              | Alec Graham                       | Överfördes från Saint Albans stift där han tjänstgjorde som suffraganbiskop av Bedford.                                                                         |                                   |
| 11                                | 1997                              | 2014                              | Martin Wharton                    | Överfördes från Southwarks stift där han tjänstgjorde som suffraganbiskop av Kingston-upon-Thames.                                                              |                                   |
| --                                | 2014                              | 2015                              | Frank White                       | Tillförordnad biskop av Newcastle. Suffraganbiskop i Newcastles stift med titeln biskop av Berwick.                                                             |                                   |
| 12                                | 2015                              | 2021                              | Christine Hardman                 | | [ 5 ]                             |
| --                                | 2021                              | 2023                              | Mark Wroe                         | Tillförordnad biskop av Newcastle. Suffraganbiskop i Newcastles stift med titeln biskop av Berwick.                                                             | [ 5 ]                             |
| 13                                | 2023                              | nuvarande                         | Helen-Ann Hartley                 | Vald den 28 november 2022; bekräftad av ärkebiskop Stephen Cottrell den 3 februari 2023.                                                                        | [ 6 ]                             |
| Övergripande källor:              |                                   |                                   |                                   | |                                   |

| Biskopslängd för suffraganbiskop av Berwick. | Biskopslängd för suffraganbiskop av Berwick. | Biskopslängd för suffraganbiskop av Berwick. | Biskopslängd för suffraganbiskop av Berwick. | Biskopslängd för suffraganbiskop av Berwick. | Biskopslängd för suffraganbiskop av Berwick. |
| Nr                                           | Från                                         | Till                                         | Biskop                                       | Kommentar                                    | Noter                                        |
| -------------------------------------------- | -------------------------------------------- | -------------------------------------------- | -------------------------------------------- | -------------------------------------------- | -------------------------------------------- |
| 1                                            | 1536                                         | 1572                                         | Thomas Sparke                                | Tillhörde Durhams stift. Avled i ämbetet.    |                                              |
| --                                           | 1572                                         | 2016                                         | ej i bruk                                    | ej i bruk                                    |                                              |
| 2                                            | 2016                                         | 2020                                         | Mark Tanner                                  |                                              |                                              |
| 3                                            | 2021                                         | nuvarande                                    | Mark Wroe                                    |                                              |                                              |
| Övergripande källor:                         |                                              |                                              |                                              |                                              |                                              |